# Első transzkontinentális távíró
Az első transzkontinentális távíró (1861. október 24-én készült el) egy olyan vonal volt, amely a nebraskai Omaha és a nevadai Carson City között Salt Lake Cityn keresztül összekötötte az Amerikai Egyesült Államok keleti részén már meglévő távíróhálózatot egy kis kaliforniai hálózattal. Mérföldkő volt az elektrotechnikában és az Amerikai Egyesült Államok megalakulásában. Az 1860-as években ez volt az egyetlen módszer a keleti és nyugati partok közötti szinte azonnali kommunikációra. Összehasonlításképpen: 1841-ben 110 napba telt, mire William Henry Harrison elnök halálának híre eljutott Los Angelesbe.

## Háttér
A hatékony távírórendszerek 1830-as években történt kifejlesztése után, használatuk az 1840-es években szinte robbanásszerű növekedésnek indult. Samuel Morse első kísérleti vonalát Washington és Baltimore között - a Baltimore-Washington távíróvonalat - 1844. május 24-én mutatták be. 1850-re már a keleti államok nagy részét lefedő vonalak álltak rendelkezésre, és hamarosan külön vonalhálózatot építettek ki a virágzó gazdaságú Kaliforniában.
Kaliforniát 1850-ben vették fel az Egyesült Államokba, az első államként a csendes-óceáni partvidéken. Jelentős erőfeszítések következtek Kalifornia és a többi állam integrálására, beleértve a tengeri, a George Chorpenning által úttörő módon bevezetett szárazföldi postát, a Pony Expresst és az olyan személyszállítási szolgáltatásokat, mint a Butterfield Overland Mail. Az 1850-es években a Kongresszusban végig javaslatokat tettek egy Kaliforniába vezető távíróvonal támogatására, és 1860-ban az amerikai posta engedélyt kapott arra, hogy évente 40 000 dollárt költsön egy szárazföldi vonal kiépítésére és fenntartására. Az előző évben Kalifornia állam törvényhozása hasonló, évi 6000 dolláros támogatást engedélyezett.

## Építése
Az első transzkontinentális távíró megépítését a Western Union végezte, amelyet Hiram Sibley és Ezra Cornell alapított 1856-ban a Mississippitől keletre működő társaságok egyesítésével. 1860-ban a Kongresszus elfogadta a Telegraph Actet, amely felhatalmazta a kormányt, hogy pályázatokat írjon ki a Missouri és Kalifornia közötti távíróvonal megépítésére, és szabályozta a nyújtandó szolgáltatást. Végül az egyetlen ajánlattevő a Sibley lett, mert az összes versenytárs - Theodore Adams, Benjamin Ficklin és John Harmon- az utolsó pillanatban visszalépett. Később csatlakoztak Sibley törekvéseihez.
Az első transzkontinentális vasútvonalhoz hasonlóan a nebraskai Fort Kearny és a nevadai Fort Churchill közötti távíróhézag megszüntetését is úgy tervezték, hogy az építkezést egymással szemben haladó  csapatok között osztották volna fel. A Pacific Telegraph Company Nebraskától nyugatra, az Overland Telegraph Company pedig Nevadának a kaliforniai rendszerhez való csatlakozásától keletre épített volna. James Gamble, egy tapasztalt kaliforniai távíróépítő lett a nyugati csapat vezetője, Edward Creighton pedig a keleti csapatért felelt. Salt Lake Cityből a James Street vezette legénység haladt előre nyugat felé, W. H. Stebbinsé pedig kelet felé, Fort Kearny felé. Creighton legénysége 1861. július 4-én állította fel az első oszlopot. Amikor a projekt 1861 októberében befejeződött, 27 500 oszlopot állítottak fel, amelyeken 2000 mérföld (3200 km) egyszálú vasdrót volt elhelyezve a nem mindig hívogató terepen. 1861-ben Stephen Field kaliforniai főbíró az egyik első üzenetet San Franciscóból küldte Abraham Lincolnnak, és az alkalmat arra használta fel, hogy biztosítsa az elnököt Kalifornia Unióhoz való hűségéről. 1861 októberében az építkezés zajlott, miközben délkeletre polgárháborús harcok folytak. A rendszer teljes költsége félmillió dollár volt.

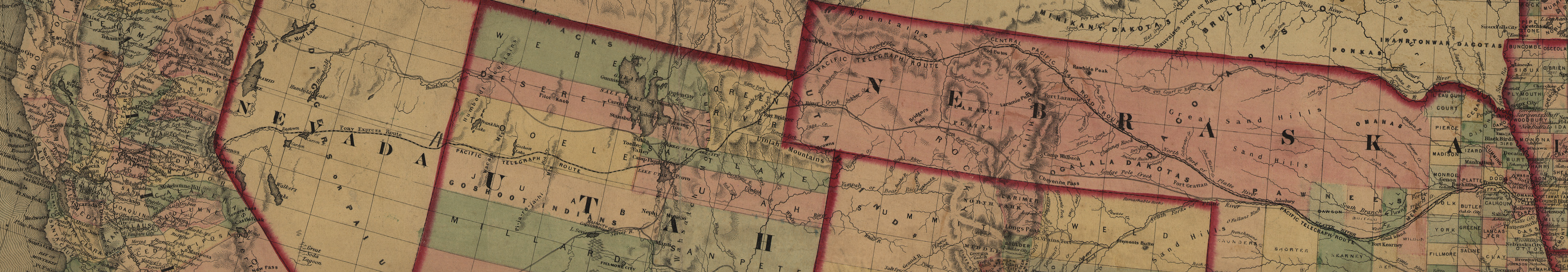
Az Első Transzkontinentális Távíró útvonala

## Működése
A nehézségek nem szűntek meg a projekt befejezésével. Az üzemeltetés fenntartása több problémával is szembesült:
- a zord időjárás villámcsapások, erős szél és erős havazás formájában mind az oszlopokat, mind a vezetéket megrongálta;
- a bölények időről időre az oszlopokhoz dörzsölődtek és ezzel azokat kidöntötték, ami végül hozzájárult a távíróvonal megszakadásához;
- a rendszert Chicagón keresztül kellett átirányítani, hogy elkerüljék a konföderációsok kísérleteit, hogy Missouriban elvágják a vonalat, hogy megzavarják az uniós erők közötti kommunikációt;
- az amerikai őslakosok hamarosan ugyanezt kezdték el tenni nyugatabbra, a hadsereggel szembeni ellenségeskedésük részeként.[9]

Pénzügyileg az Első Transzkontinentális Távíró kezdettől fogva nagy siker volt. A díj a működés első hetében egy dollár volt szavanként, ami magasabb volt, mint az 1860-as távírótörvényben meghatározott 30 cent.
A távíróvonal azonnal elavulttá tette a Pony Expresszt, amely két nappal később hivatalosan is beszüntette működését. A szárazföldi távíróvonalat 1869-ig üzemeltették, amikor is az Első transzkontinentális vasútvonal útvonala mentén épített többvonalas távíró váltotta fel.

## Lásd még
- Australian Overland Telegraph Line - egy észak-déli irányú ausztrál távíróvonal, amely 1872-ben készült el.